# 轉品
轉品，又稱詞類轉換、詞類活用，是指词在句法结构中临时充当别的成分，改变了其通常的用法和意义的一种语法现象，特別是指詞彙的詞法學在不改變的情況下轉換成另一個詞類的現象，是一種造詞法，亦稱零派生，因為它被視為通過零詞綴進行的派生。
以英語為例，名詞、動詞和形容詞之間的詞類轉換有很多例子。然而，對於多音節詞，可能會伴隨著重音的變化，這種變化稱為超音段詞綴（suprafix）。
由於動詞在許多語言中具有特定的動詞變化形態，因此進行從其他詞類轉換為動詞的語言相對較少，不像英語那樣常見。
在日語中，一些例子包括從名詞轉換為副詞的詞彙，例如「幸い」和「偶然」。
在漢語中，常將其視為一種修辭手法，即在文句中，將某一種為另一種詞類，稱為「轉品修辭」。轉品修辭建立在「以文法的詞類為基礎」的觀念上。「品」指的就是文法上所說的詞的品類。

## 与兼类的差异
兼类和词类活用的区别体现在对词类的划分上。例如：
1. 他估计里面只有一人。
2. 他的估计是正确的。

如果把“估计”定类为动词和名词那么这是一种兼类；如果仅把“估计”定类为动词，则句2的“估计”是一种词类活用。

## 漢語中的例子
以下以粗體字標示運用轉品技巧的詞彙。：

### 名詞的轉品
- 作動詞用：
  - 「驢不勝怒，蹄之。」（柳宗元《三戒並序》）蹄：用蹄子踢。
  - 「公奈何不禮壯士？」（宋濂《秦士錄》）礼：以礼相待，即礼遇。
  - 「於是齊侯以宴子之觴而觴桓子。」（錢公輔《義田記》）觞：给……酒杯。
  - 「巫、醫、樂師、百工之人，君子不齒，今其智乃反不能及，其可怪也歟！」（韓愈《師說》）齿：像牙齿一样排列，指并列。
- 作副詞用
  - 少时，一狼径去，其一犬坐于前。(《狼》)犬：像犬一样。
- 作量词用
  - 一碗水。

### 形容詞的轉品
- 作名詞用
  - 「何況那野櫻正以它全部的氣力脫落它所有的繁華。」（楊牧《野櫻》）
  - 「陟罰臧否，不宜異同。」（諸葛亮《出師表》）
  - 「縈青繚白，外與天際。」（柳宗元《始得西山宴遊記》）
- 作動詞用
  - 「親賢臣，遠小人。」（諸葛亮《出師表》）
  - 「以厚其室，不知為己累也。」（柳宗元《寓言選》）
  - 「亡國之君，各賢其臣。」（劉義慶《世說新語選》）
  - 「以力雄人：鄰牛方鬥，不可擘。」（宋濂《秦士錄》）
- 作副詞用
  - 「視吾家所寡有者。」（《戰國策·馮諼客孟嘗君》）
  - 「菱蔓弱難定，楊花輕易飛。」（王維《歸輞川作》）
  - 「微升古塞外，已隱暮雲端。」（杜甫《初月》）

### 動詞的轉品
- 作名詞用：
  - 「有不虞之譽，有求全之毀。」（《孟子·離婁上》）
  - 「不該向築路的人，寄予由衷的感謝嗎？」（熊崑珍《路》）
  - 「金谿民方仲永，世隸耕。」（王安石《傷仲永》）
  - 「走为上策。」
- 動詞作形容詞用：
  - 「遷客騷人，多會於此。」（范仲淹《岳陽樓記》）
  - 「落英繽紛，芳草鮮美。」（陶淵明《桃花源記》）
  - 「初看傲來峰削壁千仞。」（劉鶚《明湖居聽書》）
- 動詞作副詞用：　
  - 「陰風怒號，濁浪排空。」（范仲淹《岳陽樓記》）
  - 「爭割地而賂秦。」（賈誼《過秦論》）
  - 「苟或不然，人爭非之，以為鄙吝。」（司馬光《訓儉示康》）
  - 「滕子京謫守巴陵郡。」（范仲淹《岳陽樓記》）

### 其他
- 动词、形容词、名词的使动用法：殚其地之出，竭其庐之入。(《捕蛇者说》)：“殚”：使之殚，“竭”：使之竭。
- 形容词、名词的意动用法：渔人甚异之。(《桃花源记》)：“甚异之”：以之為異。

## 英語中的例子

### 動詞化
在英語中，動詞化通常涉及將非動詞轉換為動詞。動詞「verbify」和「verb」本身就是動詞化的結果，其中「verbify」通過詞綴派生，而「verb」則通過零派生。不難猜到，「verb」這個術語通常更具體地用來指稱不涉及形式變化的動詞化（在這個特定意義上，「verbing」因此是一種詞類轉換的一種方式）。
英語中的動詞化例子數以千計，包括一些最常見的詞彙，如「mail」和「e-mail」、「strike」、「talk」、「salt」、「pepper」、「switch」、「bed」、「sleep」、「ship」、「train」、「stop」、「drink」、「cup」、「lure」、「mutter」、「dress」、「dizzy」、「divorce」、「fool」、「merge」，這些詞彙幾乎可以在字典的每一頁上找到。因此，動詞化絕不僅限於俚語，而且為英語提供了無數新表達方式，例如「access」，如「access the file」，之前只是一個名詞，如「gain access to the file」。類似的主流例子包括「host」，如「host a party」，以及「chair」，如「chair the meeting」。其他形成方式，例如「gift」，較少見，但仍然是主流。
一些英語使用者常對動詞化抱有負面印象，因為它是新詞的重要來源。儘管一些動詞化的新詞可能會遭到規範派權威的強烈反對（impact 的動詞意義就是一個著名的例子），但大多數這樣的派生詞在經過幾個世紀的使用後已經成為語言中非常常用的詞彙，不再引起注意。
在許多情況下，這些動詞與它們的名詞對應詞在古英語中是不同的，而正規的音韻變化使它們成為相同的形式：這些可以被重新解釋為詞類轉換。例如，「Don't talk the talk if you can't walk the walk」是使用這些形式的一個例子。

### 名詞化
許多英語的名詞是由未經修改的動詞形成的，例如：a fisherman's catch「（漁夫的）捕捉→收穫」, to go for a walk「出去散步」等。

## 延伸閱讀
- 词类和词类活用 （页面存档备份，存于）
- 胡安顺、郭芹纳，《古代汉语》，中华书局，2006
- 王力，《古代漢語》，中华书局，1999